# Monoculodes brevirostris
Monoculodes brevirostris är en kräftdjursart som beskrevs av Edward Lloyd Bousfield och Chevrier 1996. Monoculodes brevirostris ingår i släktet Monoculodes och familjen Oedicerotidae. Inga underarter finns listade i Catalogue of Life.